# Шампањак ла Ривјер
Шампањак ла Ривјер (фр. Champagnac-la-Rivière) насеље је и општина у централној Француској у региону Лимузен, у департману Горња Вијена која припада префектури Рошешуар.
По подацима из 2011. године у општини је живело 562 становника, а густина насељености је износила 22,98 становника/km². Општина се простире на површини од 24,46 km². Налази се на средњој надморској висини од 298 метара (максималној 473 m, а минималној 278 m).

## Демографија
| 1962. | 1968. | 1975. | 1982. | 1990. | 1999. | 2011. |
| ----- | ----- | ----- | ----- | ----- | ----- | ----- |
| 747   | 801   | 678   | 662   | 576   | 557   | 562   |

График промене броја становника у току последњих година